# Stefano Benni

## Biografie
Stefano Benni (Bologna, 12 augustus 1947) is een Italiaans commercieel schrijver. Zijn werk balanceert tussen literatuur en lectuur. Benni is goed voor 2,5 miljoen verkochte boeken in Italië en vertalingen daarvan in twintig talen.
Zijn werken houden het midden tussen postmoderne romans, komische literatuur, spielereien, politieke steekspelen en absurdistische verhalen. Hij is behalve schrijver van romans ook dichter, journalist en schrijver van filmscenario's en televisiescripts. In 2009 trad hij op als acteur in de film Sleepless van Maddalena De Panfilis.

## Werk

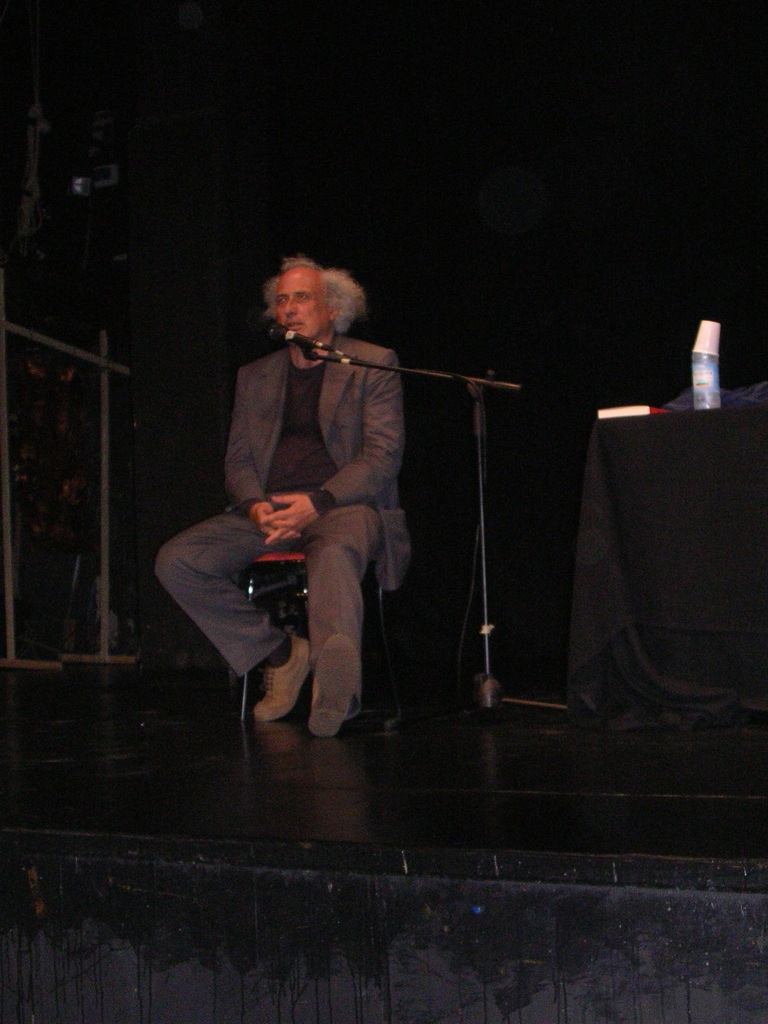
Stefano Benni

Benni schrijft sinds 1976 in verschillende genres en stijlen, zoals romans, korte verhalen, de dichtbundel Terra, kinderboek I meravigliosi animali di Stranalandia, columns in dag- week- en maandbladen, twee filmscripts, samen met de jazzmusicus Umberto Petrin een boek over Thelonious Monk, het evenement Bennac en over een ontmoeting tussen hemzelf en de Franse schrijver Pernac. Als een rode draad door zijn werken heen lopen woordspelingen,neologismen, parodieën van literaire stijlen, allegorieën,sprekende dieren en zijn hang naar vervreemding en absurditeit. Ondanks zijn macabere, fantastische en overspannen personages blijven zijn werken dicht bij de realiteit, die vooral wordt beïnvloed door de linkse signatuur van Bologna, waar hij woont. Il bar sotto il mare is een heterogene verzameling van sciencefiction, politieke satires, detective verhalen tot semi-mythologische sprookjes. Alles in dit boek is onconventioneel.
De mediasatire Baol is geïnspireerd op 1984 van George Orwell en bespot met zwarte humor de wereld van de grote stad, het geldzuchtige neo-liberalisme en de effecten van de globalisering. Onder de lawaaiige oppervlakte van dit boek schuilt een morele waarschuwing. Baol is een denkbeeldig land, maar vroeger was het ook het oude koninkrijk van Senegal en de hoofdfiguur Melchiade Baol Bedrosian is een tovenaar van de oude magische kunst van het Baol.
Achille pie'veloce gaat over de vriendschap tussen twee nogal onsympathieke antihelden, de 30-jarige Achilles, die zwaar lichamelijk gehandicapt is en in een rolstoel zit en Ulysses, een redacteur van een noodlijdende uitgeverij. De helden van Homerus komen hierin terug als gedegenereerde personages. Achilles snelvoetigheid is niet zijn fysieke behendigheid, maar zijn schrijftalent, dat hem aanzet tot het schrijven van een boek, dat Ulysses moet uitgeven. Dit boek is een satire op het politiek scheefgroeiende Italië en op de commerciële literatuurindustrie.
Margherita Dolcevita gaat over het veertienjarige meisje Margherita, dat zichzelf omschrijft als een meisje dat al over haar houdbaarheidsdatum heen is. Op een spottende manier vertelt ze over de veranderingen in haar buurt en in haar familie. Het verhaal zit vol woordspelingen en humor, maar bevat ook een aanklacht tegen het consumentisme, reclame, de groei van sekten en de vernietiging van bossen. Door het gebruik van het magisch-realisme is deze roman een zwarte komedie met een ernstige conclusie.

## Werken
- Bar Sport (1976)
- Prima o poi l'amore arriva 1981)
- Terra! (1983)
- I meravigliosi animali di Stranalandia (1984)
- Comici spaventati guerrieri (1986)
- Il bar sotto il mare (1987)
- Baol (1990)
- Ballate (1991)
- La compagnia dei Celestini (1992)
- L'ultima lacrima (1994)
- Elianto (1996)
- Bar Sport Duemila (1997)
- Blues in sedici (1998)
- Teatro (1999)
- Spiriti (2000)
- Dottor Niù, corsivi diabolici per tragedie evirabile (2001)
- Saltatempo (2001)
- Achille pie'veloce (2003), Nederlandse vertaling: De snelvoetige Achilles
- Margherita Dolcevita (2005)
- Misterioso: viaggio nel silenzio di Thelonious Monk (2005)
- La grammatica di Dio (2007)
- Timeskipper (2008)
- Pane e Tempesta (2009)